# 冨安健洋
冨安 健洋（とみやす たけひろ、1998年11月5日 - ）は、福岡県福岡市博多区出身のプロサッカー選手。ポジションはディフェンダー（センターバック、サイドバック）、ミッドフィールダー（守備的ミッドフィールダー）。日本代表。

## 略歴

### プロ入り前
元々は水泳をやっていた2人の姉の影響で自身も水泳を始める予定であったが、祖母の家のランニングマシーンで遊んでいる時に転倒し顎を負傷したため水泳を始めることを断念した。その後小学生の頃に少年サッカーチーム・三筑キッカーズの総監督が目を見張るスピードで走っている冨安の姿を偶然目撃、冨安の知り合いの父母に「あの子を何とか（三筑）キッカーズに入れてくれん？」と依頼し、父母からチームに勧誘された冨安は結果的にサッカーを始めることになった。
11歳の時、2009年に開校したバルセロナスクール福岡校のコーチに勧められ入会し、小学6年生になるとナショナルトレセンに選出され、地元では広く知られる存在になった。バルセロナスクール福岡校のコーチは冨安をFCバルセロナに推薦したが、小学生をスペインに連れていくのは難しく、話は立ち消えとなった。しかしのちに18歳でアビスパ福岡の主力選手として活躍できたのはその時の経験が生かされているからだと語っている。
中学生からアビスパ福岡の下部組織に入団。ジュニアユース時代は3学年ともキャプテンを務めた。中学3年生時には、飛び級でアビスパ福岡のトップチームの練習に参加するようになる。2015年5月19日、高校2年生ながらアビスパ福岡に2種登録され、同年10月の天皇杯3回戦のFC町田ゼルビア戦で、高校2年生の時に公式戦デビューを果たす。

### アビスパ福岡
2016年、高校卒業を待たずに高校3年生の時、アビスパ福岡のトップチームに昇格。2ndステージの第3節FC東京戦でボランチとしてプロデビューを果たすと、その後はディフェンスラインのレギュラーに定着した。2017年3月19日、J2第4節のロアッソ熊本戦でプロ入り初得点を記録。邦本宜裕と共に高く評価された。

### シント＝トロイデンVV
2018年1月8日、ベルギー1部のシント＝トロイデンVVに移籍することが発表された。J1リーグの強豪クラブも獲得に興味を示していたが、強い海外志向により、億単位の移籍金を残して海外移籍することになった。5月13日、プレーオフ9節のロイヤル・アントワープFC戦で移籍後初出場を果たした。
2018-19年シーズン、7月18日に行われた開幕戦のサークル・ブルッヘ戦でフル出場でリーグ戦初出場を果たした。11月25日、第16節のRSCアンデルレヒト戦では移籍後初得点を決めて勝利に貢献した。12月、ドイツ1部のヴェルダー・ブレーメンが移籍金600万ユーロ（約8億円）でオファーを出したが、シント＝トロイデン側は少なくとも移籍金1000万ユーロ（約13億円）を求めていた事もあり、オファーを断った。リーグ戦終了後に、クラブのサポーター団体「Spionkop Geel-Blauw」によるシーズン最優秀選手に選出された。

### ボローニャFC
2019年7月9日、セリエA・ボローニャFCへの完全移籍が発表された。移籍金は12億円。背番号は「14」。8月10日、親善試合のビジャレアルCF戦でヘディング弾を決めボローニャでの初ゴールを記録した。8月18日、コパ・イタリア3回戦のACピサ1909戦で公式戦デビューを果たした。8月25日、セリエA開幕戦のエラス・ヴェローナFC戦で右サイドバックとしてリーグ戦デビューを果たしそのプレーに多くの称賛の声が上がった。
ガゼッタ・デロ・スポルトは新星ベスト5に選出。英『トーク・スポーツ』が発表した「今季のヨーロッパのワンダーキッド トップ20」でジェイドン・サンチョやキリアン・エムバペが名を連ねる中10位に選出された。9月12日、ボローニャは8月のクラブ月間MVPにロベルト・ソリアーノやリッカルド・オルソリーニを抑え冨安が選出された事を発表した。12月15日、セリエA第16節アタランタBC戦にて移籍後初アシストを記録。2020年7月18日、第34節ACミラン戦で左足のミドルシュートでセリエA初得点を記録した。シーズン通して右サイドバックやセンターバックとして先発出場を重ね、7月にはコリエレ・デロ・スポルト紙から「冨安は黄金の選手。シニシャ・ミハイロヴィチ監督にとってなくてはならない選手」と評価された。
シーズンオフにはACミランから正式に獲得に向けてのオファーが届いたが、ボローニャがこれを拒否して、残留する事に決まった。

### アーセナルFC
2021年8月31日、アーセナルFCに移籍することが公式発表された。移籍金は25.5億円。背番号は18番を着用する。同年9月11日、ノリッジ・シティ戦で先発起用されプレミアリーグデビューを果たした。10月8日、アーセナルに加入して9月の活躍が評価され、チームの月間最優秀選手に選出された。同年12月26日、プレミアリーグのノリッジ・シティ戦前に行われた新型コロナの検査で陽性反応となったことを公式が発表。2022年1月9日、FA杯ノッティンガム・フォレスト戦を右脹脛の張りで欠場。同年1月20日、全体練習に参加できておらず万全の状態でなかったが右サイドバックでプレイできるセドリック・ソアレスとカラム・チェンバースが欠場のため本人の志願もありカラバオ杯リヴァプール戦2ndレグに強行出場。しかし、これにより右脹脛の負傷が再発してしまう結果となった。同年2月19日、プレミアリーグのブレントフォード戦でベンチ入りするも出場はなかった。しかし、その試合後に今度は左の脹脛を負傷。同年4月23日、プレミアリーグのマンチェスター・ユナイテッド戦で後半アディショナルタイムから途中出場し約3ヶ月ぶりの実戦復帰となった。
2023年3月16日、UEFAヨーロッパリーグ・ラウンド16セカンドレグのスポルティングCP戦で先発出場したものの前半6分で相手に寄せようとしたときに足を滑らせて右膝を負傷し交代した。その後、手術を要する重傷であることが判明し手術は無事成功したがシーズン内の復帰が叶わないことが発表された。
9月21日、UEFAチャンピオンズリーグGL第1節のPSVアイントホーフェン戦でCLデビューを果たした。 10月28日、プレミアリーグ第10節シェフィールド・ユナイテッド戦でコーナーキックのこぼれ球を押し込み出場50試合目でアーセナル移籍後初ゴールを決めた。ゴール後、昨年亡くなった母親に捧げるゴールパフォーマンスをした。11月2日、サポーター投票で64%の票を集め、2021年9月以来2度目の受賞となる10月のアーセナル月間最優秀選手に選出された。12月2日、プレミアリーグ第14節ウルヴァーハンプトン戦で先発出場しブカヨ・サカの先制点をアシストするも後半に脹脛を痛めて負傷交代した。12月31日のフラム戦で途中出場し実戦復帰するまで約1ヶ月の離脱となった。
2024年3月20日、アーセナルが冨安健洋との契約を延長することを発表した。一部の報道では、年俸は1年につき10億円超えで契約期間は2026年夏までと報じられた。
2024年7月21日、膝の負傷のためアメリカで行うプレシーズンツアーのメンバーには入らず、治療のためアーセナルのトレーニングセンターに残ることが発表された。同年10月5日、プレミアリーグ第7節サウサンプトンFC戦で途中出場し実戦復帰するまで約2ヶ月半の離脱となった。しかし、この試合のあと再び離脱する。当初は、長引くことはないだろうとアルテタも説明していたが、なかなか復帰することはなく詳しい説明もなされないまま冨安のコンディションについて不透明な状況が続いた。2月に行われた恒例のドバイキャンプには負傷中のサカも帯同するなか冨安のみ不参加となる。2025年2月19日、アーセナルは冨安がプレシーズンで負った右膝の負傷が再発し8月の手術に続いて２度目の手術をしたこと及び2025年末を復帰目標としたリハビリを開始したことを公式発表した。これにより24-25シーズンは公式戦わずか6分のみの出場となった。
2025年7月4日、双方合意のもとアーセナルと契約解除したことが公式発表された。

## 日本代表
2016年7月1日、リオ五輪のトレーニングパートナーに選出された。10月、AFC U-19選手権のメンバーに選出。10月17日、第2戦のイラン戦ではセンターバックとして無失点に抑えて、中山雄太とともに安定したディフェンスを披露した。10月30日、決勝のU-19サウジアラビア戦でも日本のピンチを抑えて初優勝に貢献した。
2018年8月30日、キリンチャレンジカップに挑む日本代表に初招集され、10月12日のパナマ戦で先発して日本代表初出場を果たした。10代での日本代表デビューは2012年の宮市亮以来で、センターバックの選手としては史上初となった。
2019年1月、AFCアジアカップ2019のメンバーに選出。1月9日、初戦のトルクメニスタン戦でスタメン出場し大会最年少での出場を飾った。
1月21日のサウジアラビア戦ではコーナーキックを頭で合わせ、同大会トルクメニスタン戦の堂安律（20歳207日）の記録をさらに上回り、アジアカップの日本人最年少ゴールを2週間足らずで更新した（20歳77日）。準決勝のイラン戦では、CBでコンビを組む吉田麻也と共にイランのエースのサルダル・アズムンを完全に抑え、長友佑都から絶賛された。この大会、最年少ながらレギュラーとして移籍金が急騰するような活躍を見せたが、決勝でカタールに敗れて準優勝となった。
2019年6月、東京五輪世代中心で臨んだコパ・アメリカのメンバーに選出。全試合に先発出場したが、チームは2分け1敗でGS敗退となった
2019年9月、W杯アジア2次予選のメンバーに選出。9月10日、アウェイのミャンマー戦でスタメン出場し日本代表のセンターバックとしては越田剛史以来39年ぶりの20歳でのW杯予選デビューとなった。劣悪なピッチコンディションの中でチームトップとなる95本（成功率は90.5）のパスを成功させ、こぼれ球奪取数3回、シュートブロック2回、クリア数3回を記録するなど守備面での貢献度は絶大であった。また、ミドルサードでのプレー数もチーム1位となる126回を記録しており、幅広いエリアを的確にカバーしていた。
2021年の東京五輪のサッカー競技にメンバーとして選出された。A代表の中心選手であることもあり大きな期待がされたが、怪我の影響で出遅れ、期待された程の活躍はすることが出来なかった。チームも準決勝及び3位決定戦で敗れ、目標としていたメダル獲得には届かなかった。
2022FIFAワールドカップアジア3次予選において4試合出場する。
2022年11月1日、2022 FIFAワールドカップに臨む代表メンバーに招集された。大会直前にハムストリングを負傷していたためコンディションが万全ではなく同大会のグループステージでは出場時間は抑えめであった。それでも1戦目のドイツ代表戦で後半から途中出場し大金星となる逆転勝利に貢献、3戦目のスペイン代表戦では終盤に途中出場しジョルディ・アルバやアンス・ファティらを押さえるなど強豪ドイツ、スペインと同組の厳しいグループを1位で突破するのに貢献した。日本代表初のベスト8進出を懸けた前回準優勝クロアチア代表戦では大会初スタメンを果たし延長戦120分フル出場したがチームはPK戦の末、敗退した。
2023年9月10日に行われたドイツ戦に先発出場し、約9ヶ月ぶりに代表に復帰した。そのドイツ戦において、好調だった相手FWレロイ・サネの決定機を阻止し、勝利に貢献した。
2024年1月1日、AFCアジアカップ2023に向けた代表メンバーに招集された。

## エピソード
- 「健康で、太平洋のように広い心を持った人間に育ってほしい」という願いを込めて「健洋」と命名された[4]。
- 小学生の頃に所属した三筑キッカーズの総監督は「ドリブルさせたら、恐らく福岡県で彼に追いつける足を持っている子はいなかった。恐ろしいくらい速かった」と語るほど足が速い。そして、練習のない時は近所の公園で練習を重ね、練習量が半端なものではないと感じていた。また、練習にはいつも一番早く来て準備を手伝い、帰っていくのも片付けを見届けてから、いつも最後だったという[3]。
- 目標とする選手は現役時代、駆け引きが上手く、ボランチもこなしていたハビエル・マスチェラーノ[67]。
- 小学生の卒業文集には「プロサッカー選手になって、お母さんとお父さんにおうちを建ててあげたい」という夢を記した[3]。
- 17歳（高校3年生）の時にプロ契約を結び、アビスパ福岡史上初の高校生Jリーガーとなった。
- バルセロナスクール福岡校に在籍時、スペイン遠征をした頃から世界を意識するようになった[67]。
- 2017年のJ1昇格プレーオフ決勝の名古屋グランパス戦では、左足首が疲労骨折している中での出場だった[68]。
- AFCアジアカップ2019のサッカー日本代表のキャプテンであった吉田麻也は冨安から、抜群の吸収力、試合に勝つために吉田自身に対してどんどん質問していく前のめりさを感じたと、2019年の記事で語った[69]。

## 所属クラブ
- 三筑キッカーズ（福岡市立三筑小学校[70]）
- アビスパ福岡U-15（福岡市立三筑中学校[71]）
- アビスパ福岡U-18（九州産業大学付属九州高等学校）
  - 2015年 アビスパ福岡（2種登録選手）
- 2016年 - 2017年  アビスパ福岡
- 2018年 - 2019年  シント＝トロイデンVV
- 2019年 - 2021年  ボローニャFC
- 2021年 - 2025年  アーセナルFC

## 個人成績
| 国内大会個人成績 | 国内大会個人成績   | 国内大会個人成績 | 国内大会個人成績 | 国内大会個人成績 | 国内大会個人成績 | 国内大会個人成績 | 国内大会個人成績 | 国内大会個人成績 | 国内大会個人成績 | 国内大会個人成績 | 国内大会個人成績 |
| 年度             | クラブ             | 背番号           | リーグ           | リーグ戦         | リーグ戦         | リーグ杯         | リーグ杯         | オープン杯       | オープン杯       | 期間通算         | 期間通算         |
| 年度             | クラブ             | 背番号           | リーグ           | 出場             | 得点             | 出場             | 得点             | 出場             | 得点             | 出場             | 得点             |
| 日本             | 日本               | 日本             | 日本             | リーグ戦         | リーグ戦         | リーグ杯         | リーグ杯         | 天皇杯           | 天皇杯           | 期間通算         | 期間通算         |
| ---------------- | ------------------ | ---------------- | ---------------- | ---------------- | ---------------- | ---------------- | ---------------- | ---------------- | ---------------- | ---------------- | ---------------- |
| 2015             | 福岡               | 32               | J2               | 0                | 0                | -                | -                | 1                | 0                | 1                | 0                |
| 2016             | 福岡               | 21               | J1               | 10               | 0                | 5                | 0                | 1                | 0                | 16               | 0                |
| 2017             | 福岡               | 14               | J2               | 35               | 1                | -                | -                | 2                | 0                | 37               | 1                |
| ベルギー         | ベルギー           | ベルギー         | ベルギー         | リーグ戦         | リーグ戦         | リーグ杯         | リーグ杯         | ベルギー杯       | ベルギー杯       | 期間通算         | 期間通算         |
| 2017-18          | シント・トロイデン | 3                | ジュピラー       | 0                | 0                | -                | -                | 0                | 0                | 0                | 0                |
| 2018-19          | シント・トロイデン | 3                | ジュピラー       | 27               | 1                | -                | -                | 3                | 0                | 30               | 1                |
| イタリア         | イタリア           | イタリア         | イタリア         | リーグ戦         | リーグ戦         | イタリア杯       | イタリア杯       | オープン杯       | オープン杯       | 期間通算         | 期間通算         |
| 2019-20          | ボローニャ         | 14               | セリエA          | 29               | 1                | 1                | 0                | -                | -                | 30               | 1                |
| 2020-21          | ボローニャ         | 14               | セリエA          | 31               | 2                | 2                | 0                | -                | -                | 33               | 2                |
| 2021-22          | ボローニャ         | 14               | セリエA          | 1                | 0                | 0                | 0                | -                | -                | 1                | 0                |
| イングランド     | イングランド       | イングランド     | イングランド     | リーグ戦         | リーグ戦         | FLカップ         | FLカップ         | FAカップ         | FAカップ         | 期間通算         | 期間通算         |
| 2021-22          | アーセナル         | 18               | プレミア         | 21               | 0                | 1                | 0                | 0                | 0                | 22               | 0                |
| 2022-23          | アーセナル         | 18               | プレミア         | 21               | 0                | 0                | 0                | 2                | 0                | 23               | 0                |
| 2023-24          | アーセナル         | 18               | プレミア         | 22               | 2                | 2                | 0                | 0                | 0                | 24               | 2                |
| 2024-25          | アーセナル         | 18               | プレミア         | 1                | 0                | 0                | 0                | 0                | 0                | 1                | 0                |
| 通算             | 日本               | 日本             | J1               | 10               | 0                | 5                | 0                | 1                | 0                | 16               | 0                |
| 通算             | 日本               | 日本             | J2               | 35               | 1                | -                | -                | 3                | 0                | 38               | 1                |
| 通算             | ベルギー           | ベルギー         | ジュピラー       | 27               | 1                | -                | -                | 3                | 0                | 30               | 1                |
| 通算             | イタリア           | イタリア         | セリエA          | 61               | 3                | 3                | 0                | -                | -                | 64               | 3                |
| 通算             | イングランド       | イングランド     | プレミア         | 65               | 2                | 3                | 0                | 2                | 0                | 48               | 0                |
| 総通算           | 総通算             | 総通算           | 総通算           | 198              | 11               | 0                | 9                | 0                | 196              | 5                |                  |

| 国際大会個人成績 | 国際大会個人成績 | 国際大会個人成績 | 国際大会個人成績 | 国際大会個人成績 | 国際大会個人成績 | 国際大会個人成績 |
| 年度             | クラブ           | 背番号           | 出場             | 得点             | 出場             | 得点             |
| UEFA             | UEFA             | UEFA             | UEFA EL          | UEFA EL          | UEFA CL          | UEFA CL          |
| ---------------- | ---------------- | ---------------- | ---------------- | ---------------- | ---------------- | ---------------- |
| 2022-23          | アーセナル       | 18               | 8                | 0                | -                | -                |
| 2023-24          | アーセナル       | 18               | -                | -                | 6                | 0                |
| 2024-25          | アーセナル       | 18               | -                | -                | 0                | 0                |
| 通算             | UEFA             | UEFA             | 8                | 0                | 6                | 0                |

その他の試合
- 2017年
  - J1昇格プレーオフ 2試合0得点
- 2018年
  - ベルギーリーグ プレーオフ2 1試合0得点
- 2019年
  - ベルギーリーグ プレーオフ2A 10試合0得点

## タイトル
アーセナルFC
- FAコミュニティ・シールド：1回 (2023)

### 代表
U-19日本代表
- AFC U-19選手権（2016年）

### 個人
- JPFAアワード（JPFA）・ベストイレブン：3回（2022年-2024年）

## 代表歴

### 出場大会
- U-15日本代表
  - ミャンマー遠征（2013年）
- U-16日本代表
  - AFC U-16選手権（2014年）
- U-17日本代表
  - 第22回バツラフ・イェジェク国際ユーストーナメント（2015年）
  - 第11回国際ユーストーナメント（U-17）in ミンスク（2015年）
- U-18日本代表
  - AFC U-19選手権 予選（2015年）
  - 長安フィードカップ（2015年）
  - Panda Cup（2015年）
- U-19日本代表
  - バーレーンU-19カップ（2016年）
  - Panda Cup（2016年）
  - AFC U-19選手権（2016年）
- U-20日本代表
  - ドイツ遠征（2017年）
  - FIFA U-20ワールドカップ（2017年）
- U-21日本代表
  - トゥーロン国際大会（2018年）
- U-24日本代表
  - 東京オリンピック（2021年）
- 日本代表
  - キリンチャレンジカップ（2018年）
  - AFCアジアカップ2019（2019年）
  - コパ・アメリカ2019（2019年）
  - キリンカップサッカー2022 (2022年)
  - 2022 FIFAワールドカップ (2022年)
  - AFCアジアカップ2023（2024年）

### 試合数
- 国際Aマッチ 42試合 1得点（2018年 - ）

| 日本代表 | 国際Aマッチ | 国際Aマッチ |
| 年       | 出場        | 得点        |
| -------- | ----------- | ----------- |
| 2018     | 2           | 0           |
| 2019     | 16          | 1           |
| 2020     | 3           | 0           |
| 2021     | 7           | 0           |
| 2022     | 4           | 0           |
| 2023     | 5           | 0           |
| 2024     | 5           | 0           |
| 通算     | 42          | 1           |

### 出場
| No. | 開催日         | 開催都市         | スタジアム                                             | 対戦国               | 結果         | 監督   | 大会                                                             |
| --- | -------------- | ---------------- | ------------------------------------------------------ | -------------------- | ------------ | ------ | ---------------------------------------------------------------- |
| 1.  | 2018年10月12日 | 新潟             | デンカビックスワンスタジアム                           | パナマ               | ○3-0         | 森保一 | キリンチャレンジカップ2018                                       |
| 2.  | 2018年11月16日 | 大分             | 大分スポーツ公園総合競技場                             | ベネズエラ           | △1-1         | 森保一 | キリンチャレンジカップ2018                                       |
| 3.  | 2019年1月9日   | ドバイ           | アール・ナヒヤーン・スタジアム                         | トルクメニスタン     | ○3-2         | 森保一 | AFCアジアカップ2019                                              |
| 4.  | 2019年1月13日  | アブダビ         | シェイク・ザイード・スタジアム                         | オマーン             | ○1-0         | 森保一 | AFCアジアカップ2019                                              |
| 5.  | 2019年1月17日  | アル・アイン     | ハリーファ国際スタジアム                               | ウズベキスタン       | ○2-1         | 森保一 | AFCアジアカップ2019                                              |
| 6.  | 2019年1月21日  | シャールジャ     | シャールジャ・スタジアム                               | サウジアラビア       | ○1-0         | 森保一 | AFCアジアカップ2019                                              |
| 7.  | 2019年1月24日  | ドバイ           | アール・マクトゥーム・スタジアム                       | ベトナム             | ○1-0         | 森保一 | AFCアジアカップ2019                                              |
| 8.  | 2019年1月28日  | アル・アイン     | ハッザーア・ビン・ザーイド・スタジアム                 | イラン               | ○3-0         | 森保一 | AFCアジアカップ2019                                              |
| 9.  | 2019年2月1日   | アブダビ         | シェイク・ザイード・スタジアム                         | カタール             | ●1-3         | 森保一 | AFCアジアカップ2019                                              |
| 10. | 2019年3月22日  | 横浜             | 日産スタジアム                                         | コロンビア           | ●0-1         | 森保一 | キリンチャレンジカップ2019                                       |
| 11. | 2019年6月5日   | 豊田             | 豊田スタジアム                                         | トリニダード・トバゴ | △0-0         | 森保一 | キリンチャレンジカップ2019                                       |
| 12. | 2019年6月9日   | 利府             | ひとめぼれスタジアム宮城                               | エルサルバドル       | ○2-0         | 森保一 | キリンチャレンジカップ2019                                       |
| 13. | 2019年6月17日  | サンパウロ       | エスタジオ・ド・モルンビー                             | チリ                 | ●0-4         | 森保一 | コパ・アメリカ2019                                               |
| 14. | 2019年6月20日  | ポルト・アレグレ | アレーナ・ド・グレミオ                                 | ウルグアイ           | △2-2         | 森保一 | コパ・アメリカ2019                                               |
| 15. | 2019年6月24日  | ベロオリゾンテ   | エスタジオ・ミネイロン                                 | エクアドル           | △1-1         | 森保一 | コパ・アメリカ2019                                               |
| 16. | 2019年9月5日   | 鹿嶋             | 茨城県立カシマサッカースタジアム                       | パラグアイ           | ○2-0         | 森保一 | キリンチャレンジカップ2019                                       |
| 17. | 2019年9月10日  | ヤンゴン         | トゥウンナ・スタジアム                                 | ミャンマー           | ○2-0         | 森保一 | 2022 FIFAワールドカップ・アジア2次予選兼 AFCアジアカップ2023予選 |
| 18. | 2019年10月10日 | さいたま         | 埼玉スタジアム2002                                     | モンゴル             | ○6-0         | 森保一 | 2022 FIFAワールドカップ・アジア2次予選兼 AFCアジアカップ2023予選 |
| 19. | 2020年10月9日  | ユトレヒト       | スタディオン・ハルヘンワールト                         | カメルーン           | △0-0         | 森保一 | 国際親善試合                                                     |
| 20. | 2020年10月13日 | ユトレヒト       | スタディオン・ハルヘンワールト                         | コートジボワール     | ○1-0         | 森保一 | 国際親善試合                                                     |
| 21. | 2020年11月17日 | グラーツ         | メルクーア・アレーナ                                   | メキシコ             | ●0-2         | 森保一 | 国際親善試合                                                     |
| 22. | 2021年3月25日  | 横浜             | 日産スタジアム                                         | 韓国                 | ○3-0         | 森保一 | 国際親善試合                                                     |
| 23. | 2021年3月30日  | 千葉             | フクダ電子アリーナ                                     | モンゴル             | ○14-0        | 森保一 | 2022 FIFAワールドカップ・アジア2次予選兼 AFCアジアカップ2023予選 |
| 24. | 2021年9月8日   | ドーハ           | ハリーファ国際スタジアム                               | 中国                 | ○1-0         | 森保一 | 2022 FIFAワールドカップ・アジア3次予選                           |
| 25. | 2021年10月7日  | ジッダ           | キング・アブドゥッラー・スポーツシティ                 | サウジアラビア       | ●0-1         | 森保一 | 2022 FIFAワールドカップ・アジア3次予選                           |
| 26. | 2021年10月12日 | さいたま         | 埼玉スタジアム2002                                     | オーストラリア       | ○2-1         | 森保一 | 2022 FIFAワールドカップ・アジア3次予選                           |
| 27. | 2021年11月11日 | ハノイ           | ミーディン国立競技場                                   | ベトナム             | ○1-0         | 森保一 | 2022 FIFAワールドカップ・アジア3次予選                           |
| 28. | 2021年11月17日 | マスカット       | スルタン・カーブース・スポーツコンプレックス           | オマーン             | ○1-0         | 森保一 | 2022 FIFAワールドカップ・アジア3次予選                           |
| 29. | 2022年9月23日  | デュッセルドルフ | デュッセルドルフ・アレーナ                             | アメリカ合衆国       | ○2-0         | 森保一 | キリンチャレンジカップ2022                                       |
| 30. | 2022年11月23日 | ドーハ           | ハリーファ国際スタジアム                               | ドイツ               | ○2-1         | 森保一 | 2022 FIFAワールドカップ                                          |
| 31. | 2022年12月1日  | ドーハ           | ハリーファ国際スタジアム                               | スペイン             | ○2-1         | 森保一 | 2022 FIFAワールドカップ                                          |
| 32. | 2022年12月5日  | アル＝ワクラ     | アル・ジャヌーブ・スタジアム                           | クロアチア           | △1-1 (PK1-3) | 森保一 | 2022 FIFAワールドカップ                                          |
| 33. | 2023年9月9日   | ヴォルフスブルク | フォルクスワーゲン・アレーナ                           | ドイツ               | ○4-1         | 森保一 | 国際親善試合                                                     |
| 34. | 2023年9月12日  | ヘンク           | セゲカ・アレーナ                                       | トルコ               | ○4-2         | 森保一 | キリンチャレンジカップ2023                                       |
| 35. | 2023年10月13日 | 新潟             | デンカビッグスワンスタジアム                           | カナダ               | ○4-1         | 森保一 | MIZUHO DREAM MATCH 2023                                          |
| 36  | 2023年10月17日 | 神戸             | ノエビアスタジアム神戸                                 | チュニジア           | ○2-0         | 森保一 | キリンチャレンジカップ2023                                       |
| 37. | 2023年11月21日 | ジッダ           | プリンス・アブドゥッラー・アル・ファイサル・スタジアム | シリア               | ○5-0         | 森保一 | 2026 FIFAワールドカップ・アジア2次予選                           |
| 38. | 2024年1月19日  | ライヤーン       | エデュケーション・シティ・スタジアム                   | イラク               | ●1-2         | 森保一 | AFCアジアカップ2023                                              |
| 39. | 2024年1月24日  | ドーハ           | アル・トゥマーマ・スタジアム                           | インドネシア         | ○3-1         | 森保一 | AFCアジアカップ2023                                              |
| 40. | 2024年1月31日  | ドーハ           | アル・トゥマーマ・スタジアム                           | バーレーン           | ○3-1         | 森保一 | AFCアジアカップ2023                                              |
| 41. | 2024年2月3日   | ライヤーン       | エデュケーション・シティ・スタジアム                   | イラン               | ●1-2         | 森保一 | AFCアジアカップ2023                                              |
| 42. | 2024年6月11日  | 広島             | エディオンピースウイング広島                           | シリア               | ○5-0         | 森保一 | 2026 FIFAワールドカップ・アジア2次予選                           |

### ゴール
| No. | 開催日        | 開催都市     | スタジアム               | 対戦国         | 結果 | 大会                |
| --- | ------------- | ------------ | ------------------------ | -------------- | ---- | ------------------- |
| 1.  | 2019年1月21日 | シャールジャ | シャールジャ・スタジアム | サウジアラビア | ○1-0 | AFCアジアカップ2019 |